# 17歳 (映画)
『17歳』（Jeune et Jolie）は、フランソワ・オゾン監督・脚本による2013年のフランスのドラマ映画である。売春に手を染める17歳の少女が描かれ、マリーヌ・ヴァクトが彼女を演じる。 
第66回カンヌ国際映画祭ではコンペティション部門で上映された。また第38回トロント国際映画祭でも上映された。

## ストーリー
夏。幼さが残っているイザベルは医師の母シルヴィと再婚相手のパトリック、弟のヴィクトル、親戚のピーターの家族とリゾート地に来ている。自分で満足しているところを弟に見られる。ある晩、こっそり外出してドイツ人青年フェリックスと海辺で抱き合い、初体験を済ます。翌日、フェリックスに素っ気なく応対し、17歳の誕生パーティーにも招かないままバカンスが終わり、リゾート地を去る。
秋。リセ・アンリ4世高校の高校生イザベルはソルボンヌ大学文学部2年生で20歳の「レア」と偽り、SNSで知り合った不特定多数の男たちと売春を重ね、稼いだお金を自室のクローゼットに隠す。放課後に駅のトイレで身支度を整え、待ち合わせ場所へ向かう。500なら生でフェラしろといったり、金をごまかす男もいる。その中で若い娘もいる初老で紳士的なジョルジュと定期的に会う。ある日、バイアグラを使用していたジョルジュがイザベルの下で心臓発作を起こす。応急処置をしたが死に、イザベルは動転して立ち去る。
冬。シルヴィの病院に警察が訪れ、イザベルが買春をしていたことと、ジョルジュの死の瞬間に一緒にいた事を告げる。イザベルについて「裏の顔は娼婦です、ですが未成年は『証人』で済みます、法的には被害者なので。でも捜査は行います」といわれる。娘の部屋から大量の札束が発見されたことで事態を理解。「死にたいほど悲しい」と殴りながら問い詰める母にイザベルは何も答えない。精神科にも毎週通い、60ユーロでピーター夫妻のベビーシッターをする。母親がどうしてこうなったのか分からないと嘆くと、「ピーターとは寝ているのか」と問いつめる。初体験がうまくいかなかった級友に「最初はみんなそうよ」というと「処女のくせに」といわれる。パーティに誘われ、級友アレックスにキスをねだられる。
春。下手なアレックスを指導するが別れる。再び禁止されていた携帯にSIMカードを入れると、メールが届く。待ち合わせるとジョルジュの妻アリスで、夫の最後の女を見たかったという。「私も夫と17歳で出会った、私も勇気があったら男に金を払わせてセックスしたかったけど、今はこちらが払わないと」といわれ、ジョルジュと寝た部屋に一緒に行く。

## キャスト
- イザベル - マリーヌ・ヴァクト
- アリス - シャーロット・ランプリング
- パトリック - フレデリック・ピエロ（フランス語版）
- シルヴィ - ジェラルディーヌ・ペラス（フランス語版）
- ヴェロニク - ナタリー・リシャール（フランス語版）
- ジョルジュ - ヨハン・レイセン（フランス語版）